# František Fišera
František Fišera (* 22. Februar 1900 in Víchová nad Jizerou; † 3. Februar 1982 ebenda) war ein tschechoslowakischer Skilangläufer.
Fišera belegte bei den Nordischen Skiweltmeisterschaften 1927 in Cortina d’Ampezzo den 48. Platz über 18 km und den 16. Rang über 50 km und bei seiner einzigen Teilnahme an Olympischen Winterspielen im folgenden Jahr in St. Moritz den 18. Platz über 50 km. In den folgenden Jahren lief er bei den Nordischen Skiweltmeisterschaften 1929 in Zakopane auf den 12. Platz über 50 km und auf den 11. Rang über 18 km, bei den Nordischen Skiweltmeisterschaften 1930 in Oslo auf den 72. Platz über 17 km und bei den Nordischen Skiweltmeisterschaften 1931 in Oberhof auf den 31. Platz über 17 km und auf den neunten Rang über 50 km. 